# Gemeinde Poljčane

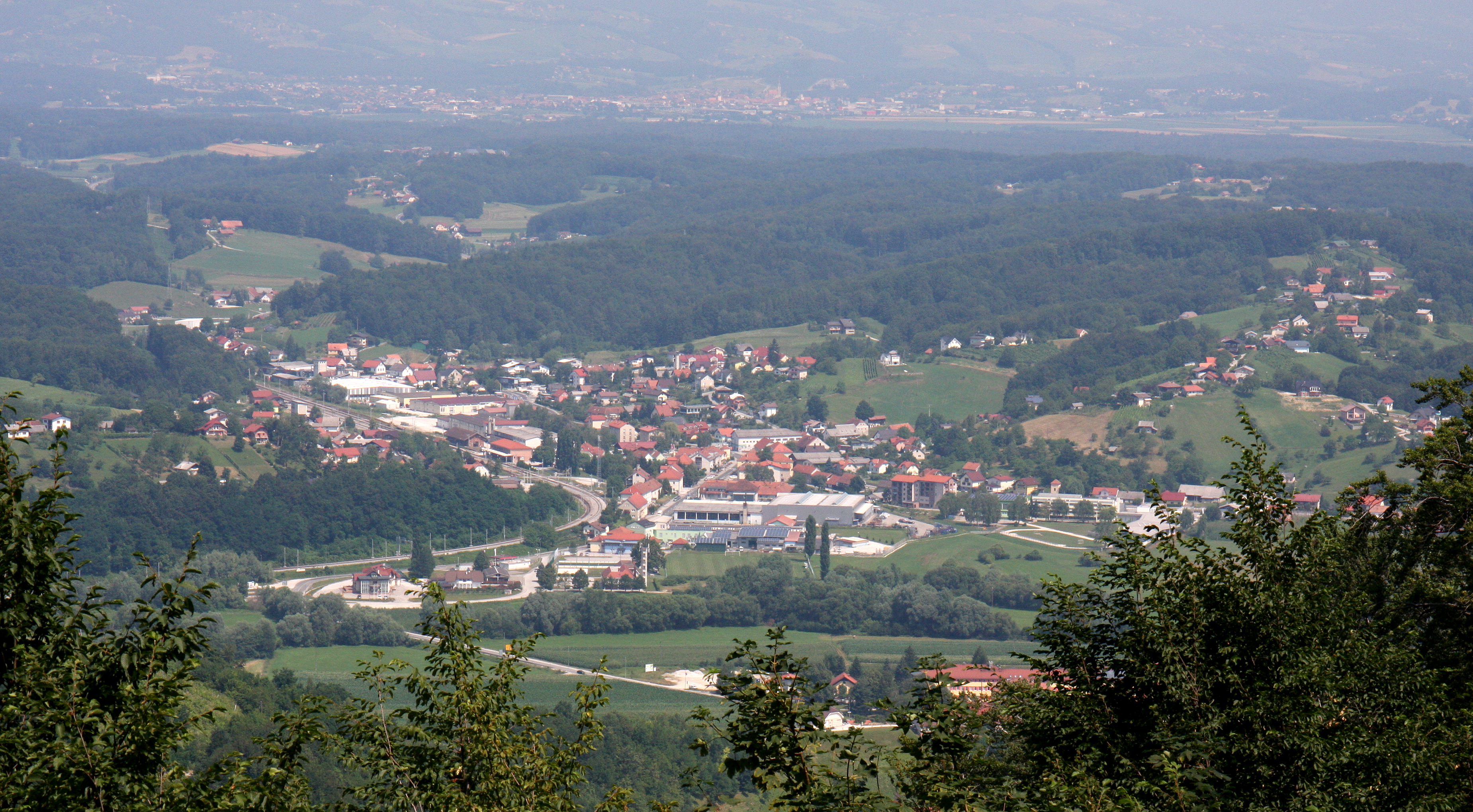
Blick auf die Ortschaft Poljčane.

Poljčane (deutsch: Pöltschach) ist der Name einer Gemeinde und der namensgebenden Ortschaft in Slowenien. Sie liegt in der historischen Landschaft Spodnja Štajerska (Untersteiermark) und in der statistischen Region Podravska.  Ursprünglich war die Gemeinde Teil von Slovenska Bistrica, ist aber seit dem 1. Januar 2006 eigenständig. 

## Lage
Poljčane liegt im Tal des Flusses Dravinja (Drann) am Fuße des Berges Boč. Infrastrukturell wird die Stadt durch die national bedeutsamen Regionalstraßen Maribor–Rogaška Slatina und Celje–Ptuj versorgt. Zudem führt eine der wichtigsten Bahnlinien Sloweniens durch die Stadt, die auch einen Bahnhof besitzt. Die nächsten größeren Städte sind das nördlich gelegene Maribor und das südwestlich gelegene Celje, beide etwa 35 km entfernt.

## Ortschaften
Die Gemeinde umfasst 18 Ortschaften. Die deutschen Exonyme in den Klammern wurden bis zum Abtreten des Gebietes an das Königreich der Serben, Kroaten und Slowenen im Jahr 1918 vorwiegend von der deutschsprachigen Bevölkerung verwendet. 
- Brezje pri Poljčanah (Pirkdorf)
- Čadramska vas (Tschadram)
- Globoko ob Dravinji (Glaboko)
- Hrastovec pod Bočem (Hrastovetz)
- Krasna (Krasina),
- Križeča vas (Kroisendorf)
- Ljubično (Lubitschno)
- Lovnik (Launig)
- Lušečka vas (Luxendorf)
- Modraže (Modrasche)
- Novake
- Podboč (Wotschdorf)
- Poljčane (Pöltschach)
- Spodnja Brežnica (Unterbresnitzen)
- Spodnje Poljčane (Unterpöltschach)
- Stanovsko (Stanosko)
- Studenice (Studenitz)
- Zgornje Poljčane

## Sehenswürdigkeiten
- Berg Boč im Landschaftsschutzpark  Boč-Donačka gora
- Fluss Dravinja

## Nachbargemeinden
| Slovenske Konjice | Slovenska Bistrica                          | Makole |
| Slovenske Konjice | Kompassrose, die auf Nachbargemeinden zeigt | Makole |
| Šmarje pri Jelšah | Rogaška Slatina                             | Makole |

## Geschichte
die Gemeinde wurde 1952 gegründet, 1958 an die Gemeinde Slovenska Bistrica angegliedert und 2006 wieder selbständig.

## Wirtschaft und Infrastruktur
Die Stadt hat nur wenige Wirtschaftsunternehmen, die hauptsächlich im Bereich Holzverarbeitung, Bau und Elektronik angesiedelt sind. Die Umgebung Poljčanes ist durch landwirtschaftliche Nutzung geprägt. 